# 31 (фільм)
31 — американський фільм жахів, знятий режисером Робом Зомбі. Головні ролі виконали Шері Мун Зомбі, Джефф Деніел Філліпс, Лоуренс Хілтон-Джейкобс, Мег Фостер, Річард Брейк, Джуді Гісон та Малкольм Макдавелл.

## Сюжет
Під час Хеллоувіна 1976 року, група карнавальних робітників, Чарлі, Венера, Панда, Левон і Роско, подорожують сільською місцевістю. Вночі на групу нападають люди, замасковані під опудало, і відводять у дивну велику будівлю, де знаходяться троє людей похилого віку в аристократичному одязі, перуками та макіяжем. Бранцям кажуть що наступні 12 годин вони гратимуть у гру «тридцять один». Група поміщена в низку кімнат, де має захиститися від кількох клоунів-вбивць, які намагатимуться їх убити, але ті бранці, які протримаються 12 годин, будуть відпущені.
Головні герої стикаються з п'ятьма «головами»: хворий, псих, шизофренік, секс та смерть. Нападників зрештою вдається вбити, але не без власних жертв, живими залишилися тільки Чарлі, Венера і Роско. Вони намагаються знайти вихід, але Венера опиняється у пастці всередині котельні, де її жорстоко вбиває остання «голова» — рок, якого аристократи закликали приєднатися до гри. Рок каже Чарлі та Роско що двері у зовнішній світ відчинені.
Чарлі і Роско вдається дістатися одного з виходів, проте Роско переконує Чарлі йти далі без нього, оскільки він важко поранений. Рок знаходить Роско і перерізає йому горло. Чарлі вибирається назовні. Вона пробирається до покинутого будинку, де на неї нападає Рок. Рок майже вбиває Чарлі, однак його зупиняють аристократи, які кажуть йому, що час вийшов і Чарлі має вийти на волю. Рок залишає Чарлі. Через якийсь час Рок знову наздоганяє Чарлі.
Фільм закінчується сценою того, як Рок дивиться на Чарлі і виймає кинджал.

## В ролях
| Актор                   | Роль           |
| ----------------------- | -------------- |
| Шері Мун Зомбі          | Чарлі          |
| Джеффрі Деніел Філіпс   | Ромео Пеппер   |
| Лоуренс Хілтон-Джейкобс | Панда Томас    |
| Мег Фостер              | Венера         |
| Річард Брейк            | Рок            |
| Малкольм Макдавелл      | Гораціо Сіласа |
| Джуді Гісон             | Сестра-Дракон  |
| Джейн Карр              | Сестра-Змія    |

## Зйомки
Про плани зняти «31» вперше було оголошено у травні 2014 року за допомогою тизер-постера. Шанувальники та засоби масової інформації припустили, що фільм стане продовженням стрічок Будинок 1000 трупів та Вигнані дияволом і слідуватиме за персонажем Сіда Хейга, капітаном Сполдінгом. Також були теорії що це може бути фільм про серійного вбивцю Джона Вейна, або що це буде продовження фільмів серії Хелловін. Зомбі прокоментував ці припущення, він заявив, що фільм не слідуватиме за капітаном Сполдінгом і буде оригінальною історією, що не має зв'язку з попередніми картинами. Він також зазначив, що «31» відноситься до 31 жовтня (Хелловін). У липні Зомбі поділився деталями сюжету, який розповідає про групу з п'яти осіб, які змушені брати участь у жахливій грі під назвою «31».
Також Зомбі заявив, що він використовуватиме краудфандинг, щоб покрити частину витрат на фільм, «з роками гра змінюється, і фільм, який можна було зняти багато років тому, зараз зняти не можна, тому що бізнес змінюється, все змінюється». Він додав, що краудфандинг дозволить йому зняти фільм, який, можливо, не отримав би традиційного фінансування, і що «якщо ви хочете робити щось поза системою, ви маєте діяти поза системою».
Зомбі придумав ідею «31» після прочитання статистики, в якій йшлося про те, що Хелловін — «день номер один на рік, коли люди пропадають безвісти», і подумав, що це стане гарною передумовою для фільму.
Зйомки фільму відбувалися з березня до квітня 2015 року.